# Ernest Fleury
Ernest Joseph Xavier Fleury (Vermes (Suíça), 26 de Outubro de 1878 — Lisboa, 8 de Outubro de 1958) foi um geólogo e professor de Geologia, especialista em geologia sedimentar, que entre 1913 e 1948 ensinou e investigou no Instituto Superior Técnico de Lisboa. Em Portugal foi pioneiro da Geologia Aplicada e um dos primeiros praticantes da espeleologia.